# Grand Prix-wegrace van Brazilië 1987
De Grand Prix-wegrace van Brazilië 1987 was de veertiende Grand Prix van het wereldkampioenschap wegrace in het seizoen 1987. De races werden verreden op 27 september 1987 op het Autódromo Internacional de Goiânia nabij Goiânia in Goiás, Brazilië. Alleen de 250cc-klasse en de 500cc-klasse kwamen aan de start. In deze Grand Prix werd de wereldtitel in de 500cc-klasse beslist. De titel in de 250cc-klasse was al eerder beslist. 

## Algemeen
Het was lang onzeker geweest of de GP's van Brazilië en Argentinië wel door zouden gaan, maar nu het zover was, was in elk geval de titel in de 500cc-klasse nog niet beslist. Brazilië had nog nooit een GP georganiseerd, maar het weekend verliep zonder noemenswaardige problemen. Wel raakten de net ontwikkelde nieuwe Dunlop-banden van Randy Mamola onderweg naar Zuid-Amerika vermist en waren er slechts weinig privérijders die de dure reis konden betalen. Na eerdere slechte ervaringen met Zuid-Amerikaanse races waren rijders en pers aangenaam verrast in Goiânia. Afgezien van het hobbelige circuit waren de voorzieningen heel goed. 

## 500cc-klasse

### De training
Slechts 18 deelnemers begonnen aan de trainingen voor de 500cc-klasse in Brazilië. Wayne Gardner was al bijna zeker van de wereldtitel, maar verspeelde zijn kansen bijna toen hij met hoge snelheid op zijn toerenteller keek, daardoor Pierfrancesco Chili over het hoofd zag het gras in moest. Hij kwam daarbij slechts enkele meters voor de vangrail tot stilstand. Freddie Spencer had nog steeds last van een hersenschudding, opgelopen tijdens de GP van San Marino. Daardoor zag hij slecht en sperde hij zijn ogen zo ver open dat hij tijdens de trainingen zes keer een contactlens verloor. Hij reed weliswaar de zevende trainingstijd, maar zag vanwege het probleem met zijn contactlenzen af van een start. 

#### Trainingstijden
| Pos | Coureur            | Merk                        | Tijd    |
| --- | ------------------ | --------------------------- | ------- |
| 1.  | Wayne Gardner      | Rothmans-HRC-Honda          | 1"27'36 |
| 2.  | Randy Mamola       | Roberts-Lucky Strike-Yamaha | 1"28'13 |
| 3.  | Tadahiko Taira     | Agostini-Marlboro-Yamaha    | 1"28'36 |
| 4.  | Shunji Yatsushiro  | Rothmans-HRC-Honda          | 1"28'39 |
| 5.  | Eddie Lawson       | Agostini-Marlboro-Yamaha    | 1"28'62 |
| 6.  | Didier de Radiguès | Bastos-Cagiva               | 1"28'69 |
| 7.  | Freddie Spencer    | HRC-Honda                   | 1"28'72 |
| 8.  | Rob McElnea        | Agostini-Marlboro-Yamaha    | 1"28'84 |
| 9.  | Raymond Roche      | Bastos-Cagiva               | 1"29'14 |
| 10. | Christian Sarron   | Gauloises-Sonauto-Yamaha    | 2"19'16 |

### De race
In Brazilië sloeg Wayne Gardner al in de eerste ronden een groot gat met de concurrentie. Hij reed de hele race alleen en toen hij zeven seconden voorsprong had besloot hij die te consolideren. Achter hem vochten Eddie Lawson, Didier de Radiguès, Raymond Roche en Shunji Yatsushiro om de tweede plaats, terwijl Randy Mamola zijn slechte start aan het goedmaken was. Mamola bereikte de achtervolgende groep en ging in gevecht met Lawson, maar hij had niet de beschikking over zijn beste banden en koos uiteindelijk voor de derde plaats. De Radiguès werd vierde, het beste resultaat van Cagiva van het seizoen. 

#### Uitslag 500cc-klasse
| Pos | Coureur             | Merk                        | Tijd      | Grid | Punten |
| --- | ------------------- | --------------------------- | --------- | ---- | ------ |
| 1   | Wayne Gardner       | Rothmans-HRC-Honda          | 47"39'57  | 1    | 15     |
| 2   | Eddie Lawson        | Agostini-Marlboro-Yamaha    | +5'19     | 5    | 12     |
| 3   | Randy Mamola        | Roberts-Lucky Strike-Yamaha | +12'61    | 2    | 10     |
| 4   | Didier de Radiguès  | Bastos-Cagiva               | +24'49    | 6    | 8      |
| 5   | Christian Sarron    | Gauloises-Sonauto-Yamaha    | +25'59    | 10   | 6      |
| 6   | Shunji Yatsushiro   | Rothmans-HRC-Honda          | +42'33    | 4    | 5      |
| 7   | Tadahiko Taira      | Agostini-Marlboro-Yamaha    | +51'71    | 3    | 4      |
| 8   | Niall Mackenzie     | Gallina-HB-HRC-Honda        | +56'69    | 12   | 3      |
| 9   | Pierfrancesco Chili | Gallina-HB-HRC-Honda        | +1"01'12  | 13   | 2      |
| 10  | Mike Baldwin        | Roberts-Lucky Strike-Yamaha | +1"03'72  | 11   | 1      |
| 11  | Ron Haslam          | ELF                         | +1 ronde  | 14   |        |
| 12  | Marco Gentile       | Lucky Strike-Fior-Honda     | +1 ronde  | 15   |        |
| 13  | Wolfgang von Muralt | Suzuki                      | +1 ronde  | 16   |        |
| 14  | Vincenzo Cascino    | Suzuki                      | +3 ronden | 17   |        |
| 15  | Gerhard Vogt        | Suzuki                      | +3 ronden | 18   |        |

#### Niet gefinished
| Coureur       | Merk                     | Oorzaak | Grid |
| ------------- | ------------------------ | ------- | ---- |
| Raymond Roche | Bastos-Cagiva            | Opgave  | 9    |
| Rob McElnea   | Agostini-Marlboro-Yamaha | Val     | 8    |

#### Niet gestart
| Coureur         | Merk      | Grid | Oorzaak       |
| --------------- | --------- | ---- | ------------- |
| Freddie Spencer | HRC-Honda | 7    | Contactlenzen |

#### Niet deelgenomen
| Coureur        | Merk         | Oorzaak      |
| -------------- | ------------ | ------------ |
| Richard Scott  | Honda        |              |
| Kenny Irons    | Heron-Suzuki | Geen machine |
| Kevin Schwantz | Suzuki       | Geen machine |

### Top tien tussenstand 500cc-klasse
| Pos | Coureur                        | Merk                        | Ptn |
| --- | ------------------------------ | --------------------------- | --- |
| 1   | Wayne Gardner (wereldkampioen) | Rothmans-HRC-Honda          | 168 |
| 2   | Randy Mamola                   | Roberts-Lucky Strike-Yamaha | 146 |
| 3   | Eddie Lawson                   | Agostini-Marlboro-Yamaha    | 142 |
| 4   | Ron Haslam                     | ELF-HRC-Honda / ELF         | 71  |
| 5   | Niall Mackenzie                | Gallina-HB-HRC-Honda        | 57  |
| 6   | Tadahiko Taira                 | Agostini-Marlboro-Yamaha    | 53  |
| 7   | Christian Sarron               | Gauloises-Sonauto-Yamaha    | 52  |
| 8   | Pierfrancesco Chili            | Gallina-HB-HRC-Honda        | 45  |
| 9   | Rob McElnea                    | Agostini-Marlboro-Yamaha    | 39  |
| 10  | Shunji Yatsushiro              | Rothmans-HRC-Honda          | 32  |

## 250cc-klasse

### De training
Dominique Sarron reed voor de derde keer in zijn carrière naar poleposition terwijl zijn teamgenoot Toni Mang op de tweede startrij terecht kwam. Mang, die al wereldkampioen was, was niet van plan veel te riskeren, kritisch als hij was over het hobbelige circuit. 

#### Trainingstijden
| Pos | Coureur          | Merk                           | Tijd    |
| --- | ---------------- | ------------------------------ | ------- |
| 1.  | Dominique Sarron | Rothmans-HRC-Honda             | 1"30'59 |
| 2.  | Martin Wimmer    | Agostini-Marlboro-Yamaha       | 1"30'70 |
| 3.  | Carlos Lavado    | HB-Venemotos-Yamaha            | 1"30'74 |
| 4.  | Carlos Cardús    | Nieto-Ducados-HRC-Honda        | 1"31'00 |
| 5.  | Luca Cadalora    | Agostini-Marlboro-Yamaha       | 1"31'23 |
| 6.  | Toni Mang        | Rothmans-HRC-Honda Deutschland | 1"31'30 |
| 7.  | Reinhold Roth    | HB-Römer-HRC-Honda             | 1"31'39 |
| 8.  | Juan Garriga     | Ducados-Yamaha                 | 1"31'40 |
| 9.  | Sito Pons        | Campsa-HRC-Honda               | 1"31'41 |
| 10. | Loris Reggiani   | Aprilia-Rotax                  | 1"31'50 |

### De race
De 250cc-race in Brazilië was veel spannender dan de 500cc-race, omdat een grote groep rijders lang bij elkaar bleef. De groep bestond uit Dominique Sarron, Toni Mang, Carlos Cardús, Sito Pons, Martin Wimmer, Reinhold Roth, Luca Cadalora, Carlos Lavado en Loris Reggiani. Sarron, Cardús en Pons maakten zich los van de groep en uiteindelijk kwam Sarron alleen aan de leiding en hij won voor Pons en Cardús. Wimmer leek vierde te worden, maar hij viel in de laatste ronde. Op de negende plaats eindigde Masahiro Shimizu. Die had van HRC al in de Japanse Grand Prix mogen rijden (waar hij vierde werd) en zijn starts in de Zuid-Amerikaanse races waren de beloning voor het winnen van de Japanse 250cc-titel.

#### Uitslag 250cc-klasse
| Pos | Coureur              | Merk                           | Tijd      | Grid | Punten |
| --- | -------------------- | ------------------------------ | --------- | ---- | ------ |
| 1   | Dominique Sarron     | Rothmans-HRC-Honda             | 41"22'22  | 1    | 15     |
| 2   | Sito Pons            | Campsa-HRC-Honda               | +3'44     | 9    | 12     |
| 3   | Carlos Cardús        | Nieto-Ducados-HRC-Honda        | +5'88     | 4    | 10     |
| 4   | Reinhold Roth        | HB-Römer-HRC-Honda             | +12'70    | 7    | 8      |
| 5   | Carlos Lavado        | HB-Venemotos-Yamaha            | +12'79    | 3    | 6      |
| 6   | Luca Cadalora        | Agostini-Marlboro-Yamaha       | +13'23    | 5    | 5      |
| 7   | Toni Mang            | Rothmans-HRC-Honda Deutschland | +14'38    | 6    | 4      |
| 8   | Loris Reggiani       | Aprilia-Rotax                  | +18'04    | 10   | 3      |
| 9   | Masahiro Shimizu     | HRC-Honda                      | +20'95    | 12   | 2      |
| 10  | Juan Garriga         | Ducados-Yamaha                 | +28'13    | 8    | 1      |
| 11  | Urs Lüzi             | Parisienne-HRC-Honda           | +39'21    | 15   |        |
| 12  | Jean-François Baldé  | Defi-Rotax                     | +46'13    | 14   |        |
| 13  | Stéphane Mertens     | Katayama-Armstrong-HRC-Honda   | +46'30    | 11   |        |
| 14  | Patrick Igoa         | Gauloises-Sonauto-Yamaha       | +46'54    | 13   |        |
| 15  | Stefano Caracchi     | Honda                          | +51'66    | 17   |        |
| 16  | Guy Bertin           | Honda                          | +52'86    | 19   |        |
| 17  | Jean-Michel Mattioli | Yamaha                         | +1"14'34  | 16   |        |
| 18  | Jean Foray           | Yamaha                         | +1"19'40  | 20   |        |
| 19  | Jean-Philippe Ruggia | Gauloises-Sonauto-Yamaha       | +1"21'59  | 18   |        |
| 20  | Alberto Puig         | JJ Cobas-Rotax                 | +1"32'26  | 22   |        |
| 21  | Bruno Bonhuil        | Honda                          | +1 ronde  | 21   |        |
| 22  | Miguel Gonzales      | Yamaha                         | +1 ronde  | 26   |        |
| 23  | Luis Lavado          | Yamaha                         | +1 ronde  | 25   |        |
| 24  | Hervé Duffard        | Honda                          | +1 ronde  | 23   |        |
| 25  | Eduardo Aleman       | Yamaha                         | +2 ronden | 29   |        |

#### Niet gefinished
| Coureur           | Merk                     | Grid |
| ----------------- | ------------------------ | ---- |
| Sergio Granton    | Yamaha                   | 30   |
| Raul Piloni       | JJ Cobas-Rotax           | 31   |
| Raul Calvelo      | Yamaha                   | 32   |
| Martin Wimmer     | Agostini-Marlboro-Yamaha | 2    |
| Alain Bronec      | Honda                    | 24   |
| Philippe Pagano   | Honda                    | 27   |
| Fernando Gonzales | JJ Cobas-Rotax           | 28   |

#### Niet deelgenomen
| Coureur       | Merk                 | Oorzaak   |
| ------------- | -------------------- | --------- |
| Jacques Cornu | Parisienne-HRC-Honda | Blessures |

### Top tien tussenstand 250cc-klasse
| Pos | Coureur                    | Merk                           | Ptn |
| --- | -------------------------- | ------------------------------ | --- |
| 1   | Toni Mang (wereldkampioen) | Rothmans-HRC-Honda Deutschland | 136 |
| 2   | Reinhold Roth              | HB-Römer-HRC-Honda             | 103 |
| 3   | Sito Pons                  | Campsa-HRC-Honda               | 93  |
| 4   | Dominique Sarron           | Rothmans-HRC-Honda             | 85  |
| 5   | Loris Reggiani             | Aprilia-Rotax                  | 68  |
| 6   | Carlos Cardús              | Nieto-Ducados-HRC-Honda        | 64  |
| 7   | Martin Wimmer              | Agostini-Marlboro-Yamaha       | 61  |
| 8   | Luca Cadalora              | Agostini-Marlboro-Yamaha       | 55  |
| 9   | Jacques Cornu              | Parisienne-HRC-Honda           | 50  |
| 10  | Carlos Lavado              | HB-Venemotos-Yamaha            | 44  |

## Trivia

### Weinig starters
De 250cc-klasse werd in Brazilië aangevuld met enkele Venezolanen, Argentijnen, een Braziliaan en een Uruguayaan, maar in de 500cc-klasse was slechts een handvol privérijders present. Dat waren de meest kapitaalkrachtige, niet per se de beste. Zo kwalificeerde de Duitser Gerhard Vogt zich met een tijd die 13,5 seconde langzamer was dan die van Wayne Gardner. Vogt werd dan ook op drie ronden achterstand gereden. 
1987 · 1988 · 1989 · 1992